# Lisa Lassek
Lisa Lassek, född 24 augusti 1976 i Philadelphia i Pennsylvania, är en amerikansk film- och TV-klippare. Hon har i sitt yrke som film- och TV-klippare bland annat klippt ihop avsnitt för TV-serien Buffy och vampyrerna (säsong 6), samt klippt ihop scenerna till Joss Whedons filmer Serenity (2005), The Avengers (2012) och Avengers: Age of Ultron (2015), de sistnämnda tillsammans med medklipparen Jeffrey Ford. Hon har också haft ett samarbete tillsammans med Drew Goddard, och klippt ihop hans filmer The Cabin in the Woods (2011/2012) och Bad Times at the El Royale (2018).

## Filmografi

### Filmer
- 2005 – Serenity
- 2012 – The Cabin in the Woods
- 2012 – The Avengers (med Jeffrey Ford)
- 2015 – Avengers: Age of Ultron (med Jeffrey Ford)
- 2017 – The Circle
- 2018 – 12 Strong
- 2018 – Bad Times at the El Royale
- 2023 – Leave the World Behind

### TV-serier
- 1997 – Buffy och vampyrerna (TV-serie) (klippare 2001–2003)
- 1999 – Angel (TV-serie) (assisterande klippare 1999–2004)
- 2002 – Firefly (TV-serie)
- 2003 – Tru Calling (TV-serie)
- 2003 – Wonderfalls (TV-serie)
- 2006 – Blade: The Series (TV-serie)
- 2007 – Pushing Daisies (TV-serie)
- 2008 – Dr. Horrible's Sing-Along Blog (TV-serie)
- 2009 – Community (TV-serie)
- 2016 – The OA (TV-serie)
- 2021 – The Nevers (TV-serie)